# Circonscription de Sheko Special
La circonscription de Sheko Special est une des 121 circonscriptions législatives de l'État fédéré des nations, nationalités et peuples du Sud, elle se situe dans la Zone Bench Maji. Son représentant actuel est Kassahun Jarka Ziyatu.